# 小嶋菜月
小嶋菜月（日语：小嶋 菜月，1995年3月8日—）是日本女藝人，為女子偶像團體AKB48 Team A前成員，所屬經紀公司為FIT。

## 經歷
小嶋於2010年7月24日通過AKB48第11期研究生甄試，並於9月30日時獲選成為研究生，正式加入AKB48。同年10月10日，AKB48於東京灣海邊的葛西臨海公園舉辦演唱會「東京秋祭」（東京秋祭り），並於該演唱會中對外介紹包括小嶋在內的11期新生，正式在演藝圈亮相。
2012年6月24日AKB48於埼玉超級競技場舉行《仲夏的Sounds good！》全國握手會，並於活動中宣布最新的成員升格訊息，確定小嶋將會升格正式成員，但實際的升格時間與之後要加入的隊伍則尚未確定。直到同年8月24日於東京巨蛋舉行的「AKB48 in TOKYO DOME ～1830m之夢～」演唱會第一天活動末尾，AKB48的劇場經理戶賀崎智信登台宣布「再組閣」（成員名單洗牌）的訊息，在大規模的異動成員名單中確認小嶋將會加入新制的第三代Team B（一般通稱「梅田Team B」）。小嶋在11月3日新制成員名單正式施行之後，開始以Team B成員的身份參與相關活動。
2015年10月15日名取稚菜宣佈畢業後，小嶋成為AKB48第11期生的最後一人。2018年3月19日，小嶋在AKB48劇場公演上宣布將於同年8月從AKB48畢業。5月16日，在AKB48劇場舉行畢業公演，該場公演同時也是Team A「獻給M.T.」公演的千秋樂（最終公演）。8月12日參加在幕張展覽館舉行的《Ja-Ba-Ja》劇場盤發售紀念大握手會後，正式結束以AKB48成員身分進行的所有活動。
2021年2月14日，宣布2021年3月31日寫真集發售後，退出演藝圈。

## 人物性格
在以《有吉AKB共和國》為主、經常有研究生參與的AKB48冠名綜藝節目中，小嶋菜月經常以「二代目小嶋」自稱，以與本身也很憧憬的資深成員小嶋陽菜區隔（類似情況的還有自稱「三代目小嶋」的14期生小嶋真子）。在成員私下的交流中，小嶋菜月則是與同樣也是原11期研究生川榮李奈和名取稚菜關係要好。
在成員中被分類為裝可愛女孩的小嶋，對於自己的體能與運動神經很有自信。曾披露過自己喜歡田徑、劍道與籃球等運動，並擁有劍道初段資格。除此之外，小嶋也擁有AKB48全體成員中排行前幾名的傲人上圍，而成為寫真雜誌的報導對象、或經常在AKB48的冠名節目中被提及。同時，小嶋的音癡特性亦經常被提及。
小嶋進入演藝圈成為偶像，是為了能成為女演員。但如果是演藝領域以外的職業，則希望能成為一名護理師。
小嶋是日本前足球國手岩本輝雄在AKB48成員中的「推」（推し；指支持的成員），經常在公開場合被提及。由岩本監製的AKB48劇場名人策劃特別公演「青春尚未结束」，即指定小嶋擔任該公演的Center（中心成員）。
2015年9月16日，在第六屆AKB48家族猜拳大會中，因小嶋真子與同姓氏的小嶋陽菜在第一回合為猜拳對手，小嶋菜月則擔任小嶋真子的加油者，三人約定最後猜拳勝利者獨占「小嶋」此姓氏一週，其他兩人禁用，最後由小嶋陽菜勝出。為了履行賭注，小嶋菜月與小嶋真子的官方及所有相關網站、個人社群帳號名稱、AKB48劇場照片等，即刻刪除姓氏，而成為平假名書寫的（菜月）與（真子）。

## 歌曲作品
由於是AKB48較晚期加入的成員，小嶋菜月曾參與過的歌曲作品並不多，大部分是以由研究生共同演唱的歌曲為主。收錄於第28張單曲《UZA》Type B版本中、由梅田Team B全體成員共同演唱的B面曲《不是正義使者的英雄》，是小嶋首次以AKB48正式分隊成員身份參與、且非大合唱歌曲的作品；而第31張單曲《再見自由式》的主要B面曲《玫瑰的果實》，則是小嶋首次擔任Center的歌曲作品。

### AKB48單曲CD
|      | 發行 日期      | 單曲名稱            | 參與歌曲名稱                | 分隊名義        | 收錄 版本 | MV | 備註                     |
| ---- | -------------- | ------------------- | --------------------------- | --------------- | --------- | -- | ------------------------ |
| 20th | 2011年 2月16日 | 變成櫻花樹 （桜の木になろう）     | 黃金中央人物 （黄金センター）           | Team研究生      | 劇場盤    |    | 參與時仍為研究生         |
| 21st | 5月25日        | Everyday、髮箍 （Everyday、カチューシャ） | Anti （アンチ）                   | Team研究生      | 劇場盤    |    | 參與時仍為研究生         |
| 23rd | 10月26日       | 風正在吹 （風は吹いている）       | 蓓蕾 （蕾たち）                   | Team 4+研究生   | 劇場盤    |    | 參與時仍為研究生         |
| 25th | 2012年 2月15日 | GIVE ME FIVE!       | 如果是榮格或佛洛伊德 （ユングやフロイトの場合）   | Special Girls C | 劇場盤    |    | 參與時仍為研究生         |
| 27th | 8月29日        | 格子花紋 （ギンガムチェッ）       | 那一天的風鈴 （あの日の風鈴）           | Waiting Girls   | 劇場盤    |    |                          |
| 28th | 10月31日       | UZA                 | 不是正義使者的英雄 （正義の味方じゃないヒーロー）     | Team B          | Type-B    | ★  |                          |
| 29th | 12月5日        | 永遠的壓力 （永遠プレッシャー）     | 我們的Reason （私たちのReason）           |                 | 劇場盤    |    | [ 註 3 ]                 |
| 30th | 2013年 2月20日 | So long!            | 怎麼會在那裡踩到狗屎？ （そこで犬のうんち踏んじゃうかね?） | Team B          | Type-B    | ★  |                          |
| 31st | 5月22日        | 再見自由式 （）     | 玫瑰的果實 （バラの果実）             | Under Girls     | 全版本    | ★  | 小嶋菜月是本曲的center。 |
| 31st | 5月22日        | 再見自由式 （）     | 浪漫手槍 （ロマンス拳銃）               | Team B          | Type-B    | ★  |                          |
| 33rd | 10月30日       | 真心电流 （ハート・エレキ）       | Tiny T-shirt                | Team B          | Type-B    | ★  |                          |
| 35th | 2014年 2月26日 | 只能向前走 （前しか向かねえ）     | 恋爱什么的 （恋とか…）             |                 | 剧场盘    |    |                          |
| 36th | 5月21日        | 拉布拉多獵犬 （ラブラドール・レトリバー）   | 你如此任性 （君は気まぐれ）             | Team A          | Type-A    | ★  |                          |

- 標註有「★」符號者表示該首歌曲有拍攝對應的MV，且小嶋菜月也參與了影片拍攝。

### AKB48專輯CD
|     | 發行 日期      | 專輯名稱      | 參與歌曲名稱           | 分組名義 | 備註                        |
| --- | -------------- | ------------- | ---------------------- | -------- | --------------------------- |
| 4th | 2012年 8月15日 | 1830m         | 藍天 不會寂寞嗎？ （青空よ 寂しくないか?） |          | 以AKB48研究生身份參與演唱。 |
| 5th | 2014年 1月22日 | 未来轨迹 （次の足跡） | 悲伤的近距离恋爱 （悲しき近距離恋愛）  | Team B   |                             |

## 其他作品

### 電視劇
- 《馬路須加學園2》（マジすか学園2，東京電視台，2011年4月15日至7月1日間播放）：飾演 菜月（なつき），矢場久根女子商業高校的學生。

### 綜藝節目
- 《有吉AKB共和國》（TBS）：不定期參與，擔任活動提案人（presenter）或參與成員。
- 《AKB48神TV》（ネ申テレビ，家庭劇場（ファミリー劇場）自製節目）：曾參與第8季第8、9集，第9季第4、5、7、8集，第10季第3、4集，與第13特集「在紐西蘭看到奇幻宇宙」（AKB48 ネ申テレビスペシャル ～ニュージーランドで見た幻の宇宙～）的演出。
- 《AKBINGO!》（日本電視台）：不定期參與擔任固定班底成員。
- 《週刊AKB》（東京電視台）：不定期參與。

### 電視廣告
- 朝日飲料（アサヒ飲料）罐裝咖啡「WONDA Morning Shot」－留言篇（ワンダ コーヒー メッセージ篇），2012年上半播放

### 平面媒體
- 《週刊Young Jump》
  - 2013年第8集（第1617集，1月24日號）封底寫真集「陽光姊妹」（ひだまり姉妹）：與佐佐木優佳里共同拍攝。[12][13]

## 外部連結
- 經紀公司個人介紹頁 （页面存档备份，存于）（日語）
- AKB48官方網站成員介紹頁（日語）
- 小嶋菜月Google+頁面 （页面存档备份，存于）（日語）
- 小嶋菜月的X（前Twitter）
- 小嶋菜月的Instagram帳戶